# Droege Group
Die Droege Group AG mit Sitz in Düsseldorf ist ein 1988 von Walter P. J. Droege gegründetes Beratungs- und Investmentunternehmen. Sie tätigt Direktinvestitionen in Konzerntöchter und mittelständische Unternehmen und verbindet dies oft mit Beratungsdienstleistungen.

## Geschichte
Im Jahr 1988 gründete Walter P. J. Droege das Unternehmen als Beratungsunternehmen in Düsseldorf.
Die Droege Group hält Mehrheitsbeteiligungen an der Also Holding, Orbisana Healthcare, über die Gesellschaften Weltbild D2C Group und Special Multi-Channel Holding Trenkwalder International und an HAL Allergy.
2011 erwarb Droege den größten österreichischen Personaldienstleister Trenkwalder mit rund 35.000 Mitarbeitern in Nachfolge des Gründers Richard Trenkwalder und 2012 die Sanitätshaus-Gruppe Zieger in Dortmund. 2014 übernahm sie den Medizintechnik-Hersteller Hoffrichter in Schwerin und die auf Orthopädie- und Rehatechnik sowie Home-Care spezialisierte Nicolai-Vital-Resort GmbH. Das 2013 erworbene Unternehmen Höft & Wessel (Hannover, Deutschland) wurde 2016 wieder verkauft. Den Schweizer IT-Großhandels- und Logistikkonzern Also-Actebis vergrößerte man mit 51,3 % Aktienanteilen durch weitere Zukäufe.
Im Oktober 2014 übernahm die Droege Group die Mehrheit an der insolventen Verlagsgruppe Weltbild, 2017 wurden auch die restlichen Anteile erworben. Das Unternehmen meldete im Mai 2024 Insolvenz an.
Im September 2014 startete Droege ein Wagniskapital-Programm für junge Unternehmen aus Branchen, in denen die Gruppe schon aktiv ist.
Seit 2018 leiten Walter P. J. Droege (Vorstand) und Ernest-W. Droege (Vorstandsvorsitzender) das Unternehmen.

## Kritik
Im Jahr 2000 wurde an der Droege Group die Kritik laut, durch die Verbindung von Beratungs- und Beteiligungsgeschäft entstünden Interessenkonflikte und es sei möglich, durch Lenkung von Beratungsaufträgen an das eigene Unternehmen größeren Einfluss auf fremde Unternehmen auszuüben als andere Gesellschafter; als Beispiel diente Klöckner & Co.
Nach der Pleite des Buchhändlers Weltbild kritisierte ein Betriebsrat, dass Droege ohne Strategie viele artfremde Beteiligungen aufgekauft hätte. Auch wurde kritisiert, dass seit der Übernahme 2014 keine Umstrukturierung erfolgte.